# Юнгберг, Фредрик
Карл Фре́дрик (Фре́дди) Ю́нгберг (швед. Karl Fredrik (Freddie) Ljungberg; род. 16 апреля 1977, Vittsjö, Кристианстад) — шведский футболист, завершивший игровую карьеру. Экс-игрок сборной Швеции, был её капитаном с августа 2006 года по конец июня 2008 года. Дважды (2002, 2006) удостоился приза Гулдболлен (швед. Guldbollen — «золотой мяч») — награду лучшему шведскому футболисту года.

## Карьера

### Клубная

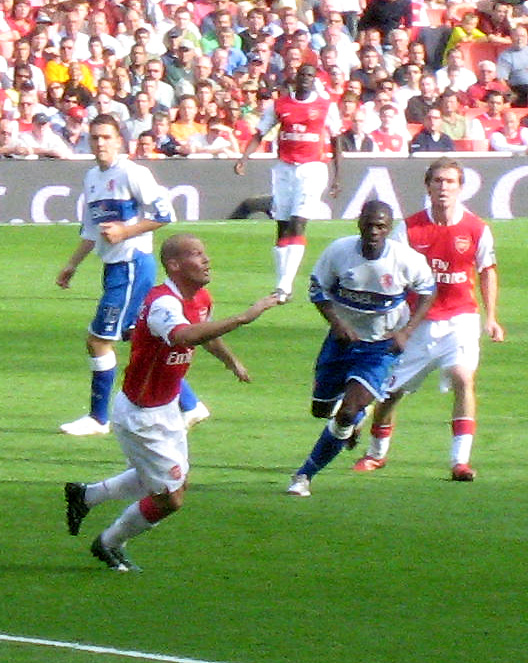
Юнгберг (на переднем плане слева) играет за «Арсенал» против «Мидлсбро»

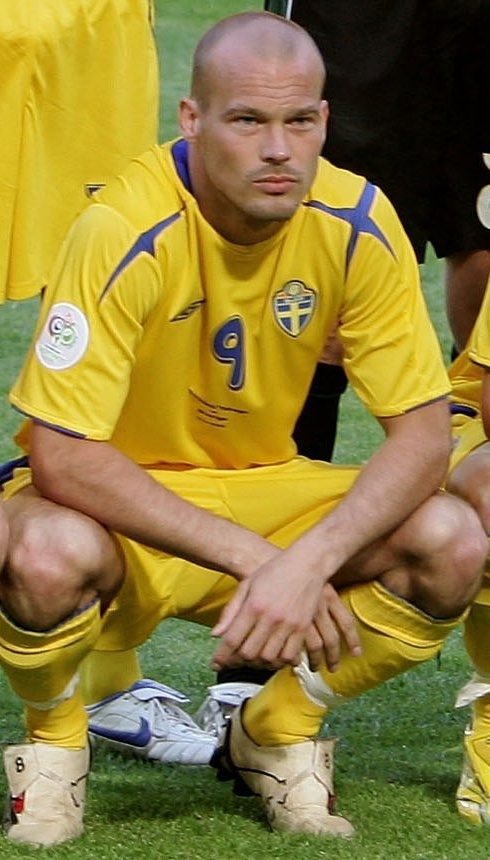
Юнгберг в составе сборной Швеции

Начал заниматься спортом с 5 лет в детской команде «Хальмстада». Помимо футбола, в детстве занимался хоккеем и гандболом.
Дебютировал в чемпионате Швеции 23 октября 1994 года в матче против клуба АИК. За 4 года в «Хальмстаде» молодой игрок, будучи одним из лидеров команды, сыграл 139 игр и забил в них 16 голов, выиграл со своим клубом как чемпионат, так и Кубок страны.
Явно переросший уровень своего клуба молодой игрок покинул его в 1998 году, перейдя в лондонский «Арсенал» за 3 млн £. Удачно дебютировал в новом клубе, выйдя на замену в матче с «Манчестер Юнайтед» и забив гол.
Очень удачно для него сложился сезон 2001/02, когда он в составе «Арсенала» выиграл Премьер-лигу и Кубок Англии. В том сезоне Юнгберг стал игроком основного состава после того, как травму колена получил Робер Пирес, Фредди блестяще играл и забивал в важнейших матчах, включая победный финал Кубка Англии против «Челси». Он одинаково успешно играл на позициях как вингера, так и форварда.
В свои последние годы в «Арсенале» (2005—2006) по причине травм играл нечасто, много лечился и восстанавливался и в июле 2007 (разговоры об этом шли ещё с января) был вынужден покинуть клуб.
Перешёл в «Вест Хэм Юнайтед». Дебютировал в новом клубе 11 августа 2007 в матче против «Манчестер Сити», сразу же надев капитанскую повязку. 26 апреля 2008 года получил в матче с «Ньюкасл Юнайтед» травму (перелом ребра) в единоборстве с их защитником Стивеном Тейлором и выбыл до конца сезона. 6 августа 2008 руководство «Вест Хэм Юнайтед» разорвало с Юнгбергом контракт.
28 октября 2008 года подписал 2-летний контракт с американским клубом «Сиэтл Саундерс». 30 июля 2010 года игрок был обменян в «Чикаго Файр» на драфт-пики, однако долго в чикагском клубе не продержался. 30 декабря 2010 года Фредди Юнгберг на правах свободного агента присоединился к шотландскому «Селтику».
В августе 2011 шведский полузащитник подписал контракт с японским клубом «Симидзу С-Палс». «Я рад, что буду играть в Японии», — так Юнгберг прокомментировал свой переход. В конце августа 2012 года Юнгберг заявил о завершении своей футбольной карьеры, но два года спустя он возобновил карьеру в клубе индийской суперлиги «Мумбаи Сити».

### Тренерская
С 2016 года Юнгберг начал карьеру тренера, работая с молодёжными командами «Арсенала», а в 2017 году ненадолго стал ассистентом главного тренера немецкого «Вольфсбурга». 
Летом 2019 года стал ассистентом главного тренера «Арсенала» Унаи Эмери, а после его увольнения 29 ноября 2019 года был назначен исполняющим обязанности главного тренера команды до окончания сезона. Дебютным для него матчем  в качестве главного тренера «канониров» стал матч с «Норвич Сити», завершившийся вничью 2:2. 20 декабря уступил место главного тренера Микелю Артете.

## Статистика
| Выступление      | Выступление      | Выступление      | Чемпионат | Чемпионат | Кубки | Кубки | Еврокубки | Еврокубки | Итого | Итого |
| Клуб             | Лига             | Сезон            | Игры      | Голы      | Игры  | Голы  | Игры      | Голы      | Игры  | Голы  |
| ---------------- | ---------------- | ---------------- | --------- | --------- | ----- | ----- | --------- | --------- | ----- | ----- |
| Хальмстад        | Аллсвенскан      | 1994             | 1         | 0         | 0     | 0     | 0         | 0         | 1     | 0     |
| Хальмстад        | Аллсвенскан      | 1995             | 16        | 1         | 0     | 0     | 4         | 0         | 20    | 1     |
| Хальмстад        | Аллсвенскан      | 1996             | 20        | 2         | 0     | 0     | 3         | 0         | 23    | 2     |
| Хальмстад        | Аллсвенскан      | 1997             | 24        | 5         | 0     | 0     | 4         | 1         | 28    | 6     |
| Хальмстад        | Аллсвенскан      | 1998             | 18        | 2         | 0     | 0     | 2         | 0         | 20    | 2     |
| Хальмстад        | Итого            | Итого            | 79        | 10        | 0     | 0     | 13        | 1         | 92    | 11    |
| Арсенал (Лондон) | Премьер-лига     | 1998/99          | 16        | 1         | 5     | 0     | 0         | 0         | 21    | 1     |
| Арсенал (Лондон) | Премьер-лига     | 1999/00          | 26        | 6         | 3     | 0     | 14        | 2         | 43    | 8     |
| Арсенал (Лондон) | Премьер-лига     | 2000/01          | 30        | 6         | 5     | 1     | 13        | 2         | 48    | 9     |
| Арсенал (Лондон) | Премьер-лига     | 2001/02          | 25        | 12        | 5     | 2     | 9         | 3         | 39    | 17    |
| Арсенал (Лондон) | Премьер-лига     | 2002/03          | 20        | 6         | 4     | 1     | 8         | 2         | 32    | 9     |
| Арсенал (Лондон) | Премьер-лига     | 2003/04          | 30        | 4         | 5     | 4     | 9         | 2         | 44    | 10    |
| Арсенал (Лондон) | Премьер-лига     | 2004/05          | 26        | 10        | 6     | 2     | 6         | 2         | 38    | 14    |
| Арсенал (Лондон) | Премьер-лига     | 2005/06          | 25        | 1         | 3     | 0     | 9         | 1         | 37    | 2     |
| Арсенал (Лондон) | Премьер-лига     | 2006/07          | 18        | 0         | 3     | 1     | 5         | 1         | 26    | 2     |
| Арсенал (Лондон) | Итого            | Итого            | 216       | 46        | 39    | 11    | 73        | 15        | 328   | 72    |
| Вест Хэм Юнайтед | Премьер-лига     | 2007/08          | 25        | 2         | 3     | 0     | 0         | 0         | 28    | 2     |
| Вест Хэм Юнайтед | Итого            | Итого            | 25        | 2         | 3     | 0     | 0         | 0         | 28    | 2     |
| Сиэтл Саундерс   | MLS              | 2009             | 24        | 2         | 1     | 0     | 0         | 0         | 25    | 2     |
| Сиэтл Саундерс   | MLS              | 2010             | 15        | 0         | 0     | 0     | 0         | 0         | 15    | 0     |
| Сиэтл Саундерс   | Итого            | Итого            | 39        | 2         | 1     | 0     | 0         | 0         | 40    | 2     |
| Чикаго Файр      | MLS              | 2010             | 15        | 2         | 0     | 0     | 0         | 0         | 15    | 2     |
| Чикаго Файр      | Итого            | Итого            | 15        | 2         | 0     | 0     | 0         | 0         | 15    | 2     |
| Селтик           | Премьершип       | 2010/11          | 7         | 0         | 1     | 0     | 0         | 0         | 8     | 0     |
| Селтик           | Итого            | Итого            | 7         | 0         | 1     | 0     | 0         | 0         | 8     | 0     |
| Симидзу С-Палс   | Джей-лига        | 2011             | 8         | 0         | 3     | 0     | 0         | 0         | 11    | 0     |
| Симидзу С-Палс   | Итого            | Итого            | 8         | 0         | 3     | 0     | 0         | 0         | 11    | 0     |
| Мумбаи Сити      | Суперлига        | 2013/14          | 4         | 0         | 0     | 0     | 0         | 0         | 4     | 0     |
| Мумбаи Сити      | Итого            | Итого            | 4         | 0         | 0     | 0     | 0         | 0         | 4     | 0     |
| Всего за карьеру | Всего за карьеру | Всего за карьеру | 393       | 62        | 47    | 11    | 86        | 16        | 526   | 89    |

## Достижения

### Командные
«Хальмстад»
- Обладатель Кубка Швеции: 1995
- Чемпион Швеции: 1997

«Арсенал»
- Обладатель Суперкубка Англии: 1999
- Чемпион Англии (2): 2001/02, 2003/04
- Обладатель Кубка Англии (3): 2001/02, 2002/03, 2004/05

«Сиэтл Саундерс»
- Обладатель Кубка США (Lamar Hunt U.S. Open Cup): 2009

«Селтик»
- Обладатель Кубка Шотландии: 2011

### Личные
- Футболист года в Швеции (2): 2002, 2006
- Игрок сезона английской Премьер-лиги: 2001/02
- Игрок месяца английской Премьер-лиги: апрель 2002
- Игрок месяца MLS: октябрь 2009
- Входит в состав символической сборной Европы по версии ESM: 2000
- Включён в символическую сборную MLS: 2009

## Вне футбола
Кроме футбольной карьеры активно работал в качестве модели, представляя нижнее бельё американской фирмы Calvin Klein. Кроме того, сотрудничал с такими фирмами как Nike, Procter & Gamble, L’Oréal и др.
Супруга Фредрика Юнгберга — Натали Фостер, дочь предпринимателя и фанатка «Тоттенхэм Хотспур». С Натали Фредрик познакомился во время выступлений за «Вест Хэм Юнайтед», свадьба прошла 9 июня 2014 года у Лондонского Музея естествознания.